# 박기홍 (울주군의원)
박기홍(朴基弘, 1966년 8월 9일 ~ )은 대한민국의 제7대 울산광역시 울주군의원이다.

## 학력
- 구영국민학교 졸업
- 범서중학교 8회 졸업
- 울산남고등학교 졸업
- 울산대학교 체육학과 졸업

## 경력
- 유니스트배드민턴클럽 감사
- 구영청년회 회장
- 울산대학교 스포츠과학부 자문위원
- 울산광역시 축구협회 이사
- 범서읍 축구연합회 회장
- 울주군 야구협회 고문
- 울주군 축구협회 상임부회장
- 울주군 체육회 이사
- 울주군 방범연합회 총무
- 구영초등학교 총동창회 사무차장
- 범서중학교 8회 동기회 회장
- 범서중학교 운영위원
- 범서읍 주민자치위원
- 한국자유총연맹 범서분회 총무
- 국제라이온스협회 355-D지구 재무부총장
- 중울주라이온스클럽 회장
- 울산광역시 시정홍보위원회 위원
- 법무부 범죄예방 울산시·양산시 지역협의회 위원
- 민주평화통일자문회의 울주군협의회 부회장
- 울주군 선거관리위원회 위원
- 신라오릉보존회 범서 박씨 종친회 감사
- 신정고등학교 범서동문회 부회장
- 범서읍 청년회 감사
- 울주군 남북교류협력위원회 위원
- 제10·11·12대 범서읍 체육회 회장
- 2021.04 ~ 2022.06 제7대 울산광역시 울주군의회 의원
  - 2021.04 ~ 2022.06 제7대 울산광역시 울주군의회 후반기 행정복지위원회 위원
  - 2021.04 ~ 2022.06 제7대 울산광역시 울주군의회 후반기 의회운영위원회 위원
- 2022 제20대 대선 윤석열후보 울주군선거대책위원회 공동 본부장
- 2022.07 ~ 제8대 울산광역시 울주군의회 의원
  - 2022.07 ~ 제8대 울산광역시 울주군의회 전반기 부의장
  - 2022.07 ~ 제8대 울산광역시 울주군의회 전반기 행정복지위원회 위원

## 수상
- 민주평화통일자문회의의장(대통령) 표창
- 울산경찰청장 감사장
- 울산광역시장 표창
- 국회의원 표창
- 울주군수 표창
- 남부경찰서장 감사장
- 울주경찰서 감사장

## 역대 선거 결과
|  | 61.38% |

|  | 46.01% |